# Miss Universo Argentina 2023
Miss Universo Argentina 2023 fue la 15.ª edición del certamen Miss Universo Argentina. Se llevó a cabo en la ciudad de San Juan, Argentina el 6 de agosto de 2023. Candidatas de diferentes provincias competirán por el título. Al final del evento, Bárbara Yasmín Cabrera, Miss Universo Argentina 2022 de Buenos Aires, coronó a Yamile Dajud de Río Negro como su sucesora. Dajud representará al país en Miss Universo 2023 el 18 de noviembre en El Salvador.
El evento fue transmitido en vivo por primera vez para todos los países y territorios desde el canal de YouTube del Miss Universo.

## Resultados
| Posiciones                   | Concursante |
| ---------------------------- | --- |
| Miss Universo Argentina 2023 | - Río Negro - Yamile Dajud |
| Primera finalista            | - Neuquén - Lali Diéguez |
| Segunda finalista            | - Tucumán - Elena Mateo |
| Tercera finalista            | - Antártida - Martina Bottero |
| Cuarta finalista             | - Santa Cruz - Melany González |
| Quinta finalista             | - Entre Ríos - Milagros Irrazabal ∆ |
| Top 12                       | - Catamarca - Martina Tappia - Corrientes - Angelina Buyatti - Formosa - Renata Pascotto - Misiones - Daiana Pereyra - San Luis - Milagros Luján - Santiago del Estero - Oriana Llebeili ∆ |

∆ Candidatas elegidas a través de Choicely App para integrar el Top 12.

### Premios especiales
La organización Miss Universo Argentina otorgó 8 bandas especiales a las destacadas en distintas categorías
Miss Simpatía 2023
La ganadora fue elegida, a través de votos secretos por sus compañeras, como la que mejor representó el espíritu de sana competencia y amistad.
• Ganadora: La Pampa - Abril Raffaelli
Miss Personalidad 2023
• Ganadora: Jujuy - Fátima Herrera
• Top 3: Neuquén - Lali Diéguez / CABA - Malena González
Mejor Silueta 2023
• Ganadora: Neuquén - Lali Dieguez 
• Top 3: Córdoba - Lara Castro / San Juan - Guillermina Rubiño
Miss Rostro 2023
• Ganadora: San Luis - Milagros Luján
• Top 3: Misiones - Daiana Pereyra / Corrientes - Angelina del Mar 
Miss Top Model 2023
Este premio fue entregado por la diseñadora Paz Moresco quien hizo entrega del reconocimiento a un grupo de candidatas que la acompañaran en sus desfiles de moda en Europa.
• Ganadoras: Antártida, Tucumán, Río Negro, Neuquén.
Mejor pasarela 2023
• Ganadora: Formosa - Renata Pascotto
• Top 3: La Rioja - Antonella Lozano / Entre Ríos - Milagros Irrazábal
Miss Elegancia 2023
• Ganadora: Río Negro - Yamile Dajud
• Top 3: Córdoba - Lara Castro / Antártida - Martina Bottero
Mejor en traje de gala
• Ganadora: Tucumán - Elena Mateo
• Top 3: Misiones - Daiana Pereyra / Catamarca - Martina Tappia

## Candidatas
22 candidatas compitieron por el título:
| Provincia              | Candidata                       | Edad | Posición                     |
| ---------------------- | ------------------------------- | ---- | ---------------------------- |
| Antártida              | Martina Bottero                 | 19   | Tercera finalista            |
| Buenos Aires           | Sharon Jorge Moner              | 27   |                              |
| Catamarca              | Martina Espinosa Tapia          | 22   | Top 12                       |
| Ciudad de Buenos Aires | Malena González                 | 24   |                              |
| Chaco                  | Ticiana Candela Slanac Demarchi | 22   |                              |
| Córdoba                | Lara Gianella Castro            | 20   |                              |
| Corrientes             | Angelina Del Mar Buyatti        | 19   | Top 12                       |
| Entre Ríos             | María Milagros Irrazábal        | 24   | Quinta finalista             |
| Formosa                | Renata Trinidad Pascotto Ibáñez | 23   | Top 12                       |
| Jujuy                  | Fátima Herrera                  | 26   |                              |
| La Pampa               | Abril Raffaelli Díaz            | 18   |                              |
| La Rioja               | Antonella Lozano Sona           | 25   |                              |
| Misiones               | Daiana Pereyra Viera            | 24   | Top 12                       |
| Neuquén                | Lara Milena «Lali» Diéguez      | 24   | Primera finalista            |
| Río Negro              | Yamile Luján Dajud Zuluaga      | 27   | Miss Universo Argentina 2023 |
| Salta                  | Milena Evelin Mormina           | 26   |                              |
| San Juan               | Guillermina Rubiño              |      |                              |
| San Luis               | Milagros Luján                  | 18   | Top 12                       |
| Santa Cruz             | Melany González                 | 20   | Cuarta finalista             |
| Santa Fe               | Sheila Díaz                     | 24   |                              |
| Santiago del Estero    | Oriana Llebeili                 | 20   | Top 12                       |
| Tucumán                | María Elena Mateo               | 25   | Segunda finalista            |

### Retiros
Algunas candidatas renunciaron a su título antes de la competencia: 
- Abril Osta representaría a la provincia de Chubut. Más tarde sería reemplazada por Marisol Garrido, sin embargo esta renunció al título por razones desconocidas.
- Ariana Giselle Arpajou representaría a Tierra del Fuego, pero por motivos personales renunció al título.
- Jaz Parada representaría a la provincia de Mendoza que no contaría con representante en esta edición.
- Florencia Moyano representaría al territorio Islas del Atlántico Sur, la cual debutaría como banda en el certamen, sin embargo tiempo antes del concurso renunció al título.
- Naiara Yunes representaría a Comunidad Extranjera, la cual debutaría como banda en el certamen, sin embargo tiempo ante del concurso renunció al título.

### Suplencias
- Ámbar Anderfhur representaría al territorio de CABA. Más tarde sería reemplazada por la segunda finalista del Miss Universo CABA 2023, Malena González.

## Datos acerca de las delegadas
- Algunas de las delegadas del Miss Universo Argentina 2023 han participado o participarán en otros certámenes de importancia nacionales e internacionales:
  - Lali Diéguez (Neuquén) participó sin éxito en Miss Supranacional 2018.
  - Yamile Dajud (Río Negro) representó al departamento de Sucre en Señorita Colombia 2021 donde ocupó el puesto de Tercera Princesa Nacional.
  - Elena Mateo (Tucumán) participó sin éxito en Miss Continentes Unidos 2022.
- Algunas delegadas nacieron o viven en otro país distinto al que representan, o tienen un origen étnico distinto:
  - Yamile Dajud (Río Negro) radica en Colombia.

## Sobre las provincias en Miss Universo Argentina 2023

### Provincias/subdivisiones que debutan en la competencia
- Antártida

### Provincias/subdivisiones que regresan a la competencia
Compitieron por última vez en 2018:
- Buenos Aires
- Catamarca
- Ciudad de Buenos Aires
- Chaco
- Córdoba
- Corrientes
- Entre Ríos
- Formosa
- Jujuy
- La Pampa
- La Rioja
- Misiones
- Neuquén
- Neuquén
- Salta
- San Juan
- San Luis
- Santa Cruz
- Santa Fe
- Santiago del Estero
- Tucumán